# Мартин перуанський
Мартин перуанський (Larus belcheri) — вид мартинів з роду Larus. Поширений в Південній Америці.

## Назва
Вид названо на честь британського мандрівника сера Едварда Белчера (1799-1877), який виконував геодезичні роботи на тихоокеанському узбережжі Південної Америки.

## Поширення
Вид поширений на тихоокеанському узбережжі Південної Америки. Його ареал простягається від північного Перу до північного Чилі в зоні впливу течії Гумбольдта, а середовище його проживання включає скелясті береги, затоки та прибережні острови.

## Опис
Це мартин середнього розміру з чорною верхньою частиною, білою головою та нижньою частиною, білим хвостом із ефектною чорною смугою, жовтим дзьобом із чорною плямою на кінчику. Нерепродуктивні дорослі особини мають чорну голову та біле очне кільце.